# Paul (Concelho)
Paul, auch Paúl, ist ein Distrikt (,concelho‘) der Insel Santo Antão im Nordwesten von Kap Verde. Paul liegt nordöstlich von Porto Novo und östlich von Ribeira Grande. Im Distrikt liegt die Freguesia Santo António das Pombas mit den Orten Curral da Russa sowie Pombas.